# Fight (groupe)
Pour les articles homonymes, voir Fight.
Fight est un groupe éphémère de heavy metal américain, originaire de l'Arizona. Le groupe compte au total deux albums studio et un EP.

## Biographie
Fight est le premier projet solo de Rob Halford, qu'il forme peu après son départ du groupe de heavy metal Judas Priest, en 1992, dont il était le chanteur et le leader. La musique de ce nouveau projet est plus agressive et se rapproche plus de celle pratiquée par Pantera ou Machine Head que de son groupe précédent. Le batteur de Judas Priest, Scott Travis, le rejoint pour le projet. La formation est complétée avec Russ Parrish à la guitare, Brian Tilse à la guitare et aux claviers, et Jay Jay à la basse. 
Après la formation, le groupe publie son premier album studio intitulé War of Words, l'année suivante, en 1993, au label Epic Records. L'album atteint les classements musicaux,,, et est relativement bien accueilli par la presse spécialisée,. Il se vend au total à plus de 223 902 exemplaires aux États-Unis. Il contient la chanson Little Crazy qui atteint la 21e position des Mainstream Rock Tracks. Pour la promotion de l'album, le groupe part en tournée entre 1993 et 1994 aux États-Unis, et dans divers pays européens incluant la France, l'Italie, l'Espagne, l'Allemagne et les Pays-Bas.
Il suit un an plus tard de l'EP Mutations, en 1994, qui atteint plus de 67 407 exemplaires aux États-Unis. Après la publication d'un deuxième album studio, A Small Deadly Space, le groupe se sépare en 1995.

## Membres

### Derniers membres
- Mark Chaussee - guitare
- Brian Tilse - guitare
- Jay Jay Brown - basse (1993-1995)
- Scott Travis - batterie (1993-1995)
- Rob Halford - chant (1993-1995)

### Anciens membres
- Russ Parrish - Guitare (1993-1994)
- Robby Lochner

## Discographie
- 1993 : War of Words
- 1994 : Mutations (EP)
- 1995 : A Small Deadly Space